# Francis Mukuka
Francis Mukuka è un ward dello Zambia, parte della Provincia di Copperbelt e del Distretto di Mufulira.